# Emily Browning

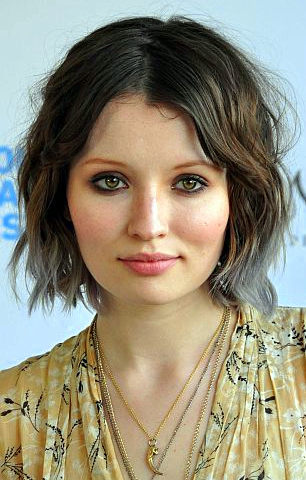
Emily Browning auf dem Hamptons International Film Festival 2011

Emily Jane Browning (* 7. Dezember 1988 in Melbourne, Victoria) ist eine australische Schauspielerin.

## Leben
Ihre Schauspielkarriere begann Emily Browning schon als Kind. Im Rahmen der Learning Co-op in Hurstbridge im australischen Bundesstaat Victoria spielte sie unter anderem die Lady Macbeth in Macbeth. Ihre erste Profi-Rolle übernahm sie als Opal Ritchie in The Echo of Thunder mit Judy Davis in der Hauptrolle. Weitere Auftritte: Die Kinderserien Thunderstone (Thunderstone – Die Rückkehr der Tiere); High Flyers und Forest of Dreams; Something in the Air für ABC; regelmäßige Gastauftritte als Hayley Fulton in Blue Heelers auf Channel 7; die Gasthauptrolle der Christie in Halifax f.p. – Playing God (Halifax – Episode in Deutschland nicht gelaufen) sowie die Miniserie After the Deluge mit Rachel Griffiths und Hugo Weaving.
Auf der Leinwand spielte Browning die Rebecca Myers in The Man Who Sued God mit Billy Connolly und Judy Davis, die junge Caitlin in Der Fluch von Darkness Falls mit Emma Caulfield für Revolution Studios und die Grace Kelly in Ned Kelly mit Heath Ledger. Browning war ebenfalls in Lemony Snicket – Rätselhafte Ereignisse zu sehen, in dem sie als Violet Baudelaire eine Hauptrolle innehatte und gegen Graf Olaf (Jim Carrey) spielte. Sie trat auch im Video Light Surrounding You der australischen Band Evermore auf. 2011 spielte sie die Hauptrolle der Baby Doll in dem Action-Fantasy-Film Sucker Punch sowie die Hauptrolle in dem australischen Filmdrama Sleeping Beauty von Julia Leigh. Weitere Filmproduktionen folgten. Von 2017 bis 2021 war sie in der Serienumsetzung des Buches American Gods zu sehen.

## Privates
Von 2007 bis 2010 war sie mit Max Turner zusammen, von 2011 bis 2012 war sie mit Max Irons liiert.

## Filmografie (Auswahl)
- 1998: The Echo of Thunder
- 1999: High Flyers (Fernsehserie, 14 Episoden)
- 1999: Thunderstone (Fernsehserie, 14 Episoden)
- 2000–2002: Blue Heelers (Fernsehserie, neun Episoden)
- 2001: Blond (Blonde)
- 2001: Der Mann, der Gott verklagte (The Man Who Sued God)
- 2001: Halifax (Halifax f.p., Fernsehserie, Episode 1x20 Playing God)
- 2002: Ghost Ship
- 2003: Der Fluch von Darkness Falls (Darkness Falls)
- 2003: After the Deluge
- 2003: Gesetzlos – Die Geschichte des Ned Kelly (Ned Kelly)
- 2004: Lemony Snicket – Rätselhafte Ereignisse (Lemony Snicket’s A Series Of Unfortunate Events)
- 2005: Ausgecheckt (Stranded)
- 2009: Der Fluch der 2 Schwestern (The Uninvited)
- 2011: Sucker Punch
- 2011: Sleeping Beauty
- 2013: Seelen (The Host)
- 2013: Sommer im Februar (Summer in February)
- 2013: Plush (auch Dark Desires)
- 2013: Magic, Magic
- 2014: God Help the Girl
- 2014: Pompeii
- 2015: Legend
- 2016: Kill the King (Shangri-La Suite)
- 2017: Golden Exits
- 2017–2021: American Gods (Fernsehserie, 23 Episoden)
- 2018–2019: The Affair (Fernsehserie, elf Episoden)
- 2022: Monica
- 2023: Class of 07 (Fernsehserie)
- 2023: American Horror Stories (Fernsehserie, Episode 3x04)

## Musikvideo
- Light Surrounding You (Evermore)
- No Matter What You Say (Imperial Teen)
- Take Shelter (Years & Years)

## Auszeichnungen
Erhalten
- 2002: Young Actor’s Award als Beste Nachwuchsschauspielerin für Halifax f.p: Playing God
- 2005: International Award als Beste Hauptdarstellerin für Lemony Snicket – Rätselhafte Ereignisse

Nominiert
- 1999: Young Actor’s Award als Bestes Jungschauspielensemble in der Kategorie TV Movie/Pilot/Made for Video für Echo of Thunder
- 2003: Young Actor’s Award als Beste Jungschauspielerin in After the Deluge
- 2005: BFCA Award als Beste Nachwuchsschauspielerin für Lemony Snicket – Rätselhafte Ereignisse
- 2005: Young Artist Award als Beste Jungschauspielerin für Lemony Snicket – Rätselhafte Ereignisse